# Balanegra
Balanegra este un municipiu din Spania, situat în provincia Almería. Are o populație de 2.959 de locuitori.